# Tamara Anghie
Tamara Anghie é uma [[produtor cinematográfico|produtora cinematográfica] australiana. Como reconhecimento, foi nomeada ao Oscar 2009 na categoria de Melhor Curta-metragem por New Boy.